# Präsidentenkomplex in Chapadmalal
Der Präsidentenkomplex in Chapadmalal ist der offizielle Sommersitz des argentinischen Präsidenten. Er liegt rund 25 km südlich von Mar del Plata an der Südküste der Provinz Buenos Aires. In der Nähe befindet sich ein Hotelkomplex.
Das Gelände wurde 1947 während der Präsidentschaft von Juan Perón erschlossen. Organisiert von der Fundación Eva Perón wurde das Gelände zunächst touristisch genutzt, insbesondere um Sommerferienlager für Kinder und Jugendliche umzusetzen, darunter häufig Kinder von Gewerkschaftsmitgliedern.
Spätestens nach der Rückkehr zur Demokratie im Jahr 1983 wurde die Sommerresidenz von einigen Präsidenten genutzt: Raúl Alfonsín nutzte sie zu gelegentlichen Anlässen. Carlos Menem ordnete mehrere Verbesserungen an, darunter einen Fischerhafen, ein höheres Becken und einen Schrein. Fernando de la Rúa nutzte sie  für Interviews. Aufmerksam erhielt der Präsidentenkomplex während der Argentinienkrise 2001, als Adolfo Rodríguez Saá ein Gipfeltreffen der Gouverneure einberief, an dem aber nur fünf Personen teilnahmen. Dieser Mangel an Unterstützung führte zu seinem Rücktritt. Néstor und Cristina Kirchner nutzten das Gebäude so gut wie nicht, nur ihre Söhne besuchten es gelegentlich. Mauricio Macri nutzte es für eine Sitzung seines Kabinetts in einem weniger formellen Umfeld.

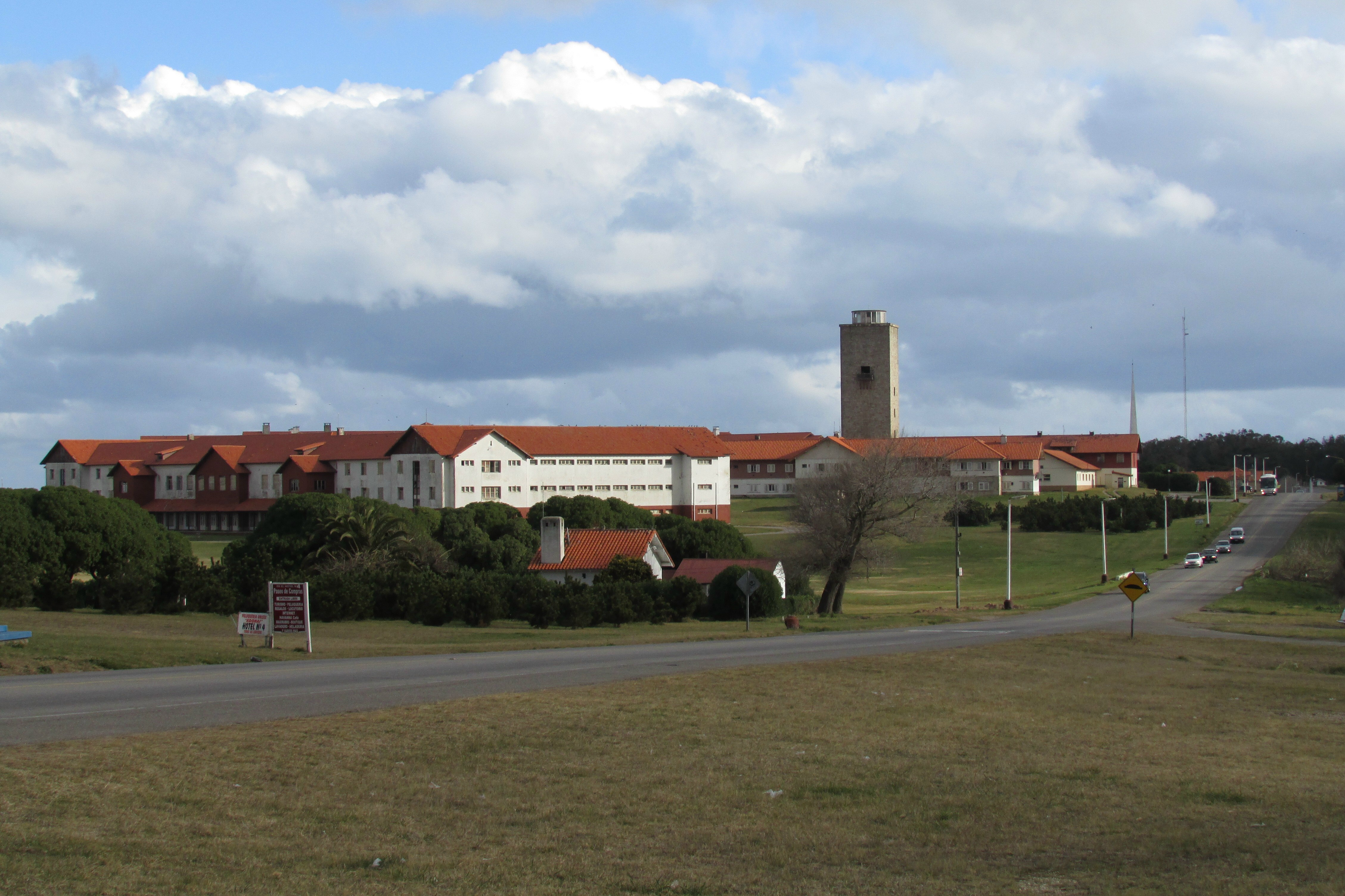
Präsidentenkomplex in Chapadmalal (2013)